# いまぼくに
『いまぼくに』は、谷川俊太郎作詩、信長貴富作曲の混声合唱組曲。

## 概要
谷川俊太郎の詩集『夜のミッキーマウス』（2003年）の中の、「よげん」「いまぼくに」を軸にして、信長貴富が練り上げた混声合唱組曲である。2004年に創られ、同年7月17日に指揮：本城正博、ピアノ：熊谷啓子、合唱：松下中央合唱団（現 パナソニック合唱団）によって初演された。
音符や言葉、拍にとらわれない自由な表現が成されている。
1. 符頭が「×」や「▽」、「■」になった音符を用いる
  - 前者は子音及び気息音、ピッチはなし。
  - 中者は息を大量に混ぜ、ピッチは自由に、五線上に示された音をイメージする。
  - 後者はクラスターで、五線上に示された音をイメージする。
2. 言葉から徐々に母音（o）のみの音へ変化させていく。
3. 自由なタイミングで歌いカオス状態を創り出す。

## 曲目
1. よげん
2. 道
3. ゆき
4. いまぼくに
5. 木

## 楽譜
- 混声合唱組曲「いまぼくに」（カワイ出版、2004年）ISBN 978-4-7609-1215-5